# Élections législatives de 1986 dans la Haute-Marne
Les élections législatives françaises de 1986 ont lieu le 16 mars 1986. Dans le département de la Haute-Marne, deux députés sont à élire dans le cadre d'un scrutin proportionnel par liste départementale à un seul tour.

## Élus
| Député élu     |  | Parti    |
| -------------- |  | -------- |
| Charles Fèvre  |  | UDF (PR) |
| Guy Chanfrault |  | PS       |

## Listes en présence

### Mouvement pour un parti des travailleurs
| N° | Candidats          | Parti | Parti | Principales fonctions         |
| -- | ------------------ | ----- | ----- | ----------------------------- |
| 01 | Jacqueline Malgras |       | MPPT  | Institutrice à Culmont        |
| 02 | Michel Lambert     |       | MPPT  | Employé à la Sécurité sociale |
|    |                    |       |       |                               |
| 03 | Patrick Gand       |       | MPPT  | Contrôleur du travail         |
| 04 | Jean-Pierre Masson |       | MPPT  | Psychologue scolaire          |

### Parti communiste français
| N° | Candidats           | Parti | Parti | Principales fonctions                |
| -- | ------------------- | ----- | ----- | ------------------------------------ |
| 01 | Marius Cartier      |       | PCF   | Maire de Saint-Dizier, ancien député |
| 02 | Richard Vaillant    |       | PCF   | Militant syndical                    |
|    |                     |       |       |                                      |
| 03 | Annette Petitprêtre |       | PCF   | Adjointe au maire de Saint-Dizier    |
| 04 | Richard Pierre      |       | PCF   | Conseiller municipal de Langres      |

### Majorité présidentielle (PS-MRG)
| N° | Candidats           | Parti | Parti | Principales fonctions                              |
| -- | ------------------- | ----- | ----- | -------------------------------------------------- |
| 01 | Guy Chanfrault      |       | PS    | Député sortant et adjoint au maire de Saint-Dizier |
| 02 | Jean-Robert Mougeot |       | PS    | Avocat, maire de Leffonds                          |
|    |                     |       |       |                                                    |
| 03 | Michelle Marchand   |       | PS    | Institutrice                                       |
| 04 | Guy Baillet         |       | PS    | Professeur, maire de Langres                       |

### Opposition (UDF-RPR)
| N° | Candidats          | Parti | Parti  | Principales fonctions |
| -- | ------------------ | ----- | ------ | --- |
| 01 | Charles Fèvre      |       | UDF-PR | Député sortant, conseiller général du Canton d'Arc-en-Barrois et maire d'Arc-en-Barrois, administrateur civil à la retraite |
| 02 | Jean Kaltenbach    |       | RPR    | Conseiller général du Canton de Chevillon, vice-président du conseil général et maire d'Eurville-Bienville, pharmacien      |
|    |                    |       |        | |
| 03 | Daniel Louis       |       | UDF    | Secrétaire général de la Mutualité sociale agricole, conseiller municipal de Chaumont                                       |
| 04 | Gérard Groslambert |       | RPR    | Inspecteur des impôts, conseiller municipal de Chaumont                                                                     |

### Extrême droite (FN)
| N° | Candidats         | Parti | Parti | Principales fonctions           |
| -- | ----------------- | ----- | ----- | ------------------------------- |
| 01 | Pierre Garnier    |       | FN    | Artisan                         |
| 02 | André Marty       |       | FN    | Officier de la marine marchande |
|    |                   |       |       |                                 |
| 03 | Claudette Garnier |       | FN    | Mère de famille                 |
| 04 | Hubert Jacquot    |       | FN    | Transporteur                    |

### Extrême droite (POE)
| N° | Candidats       | Parti | Parti | Principales fonctions |
| -- | --------------- | ----- | ----- | --------------------- |
| 01 | Guy Sallen      |       | POE   | Mécanicien            |
| 02 | Ségolène Sallen |       | POE   | Ingénieur agricole    |
|    |                 |       |       |                       |
| 03 | René Pierre     |       | POE   | Retraité              |
| 04 | Henri Pansart   |       | POE   | Retraité              |

### Sans étiquette (Initiative 86)
| N° | Candidats         | Parti | Parti | Principales fonctions                 |
| -- | ----------------- | ----- | ----- | ------------------------------------- |
| 01 | Jean-Henri Moirod |       | I86   | Gérant de société                     |
| 02 | Bruno Moyrand     |       | I86   | Auditeur d'entreprise                 |
|    |                   |       |       |                                       |
| 03 | Alain Caucat      |       | I86   | Conseiller en ergonomie et entreprise |
| 04 | Philippe Forest   |       | I86   |                                       |

### Sans étiquette (RUC)
| N° | Candidats                | Parti | Parti | Principales fonctions                      |
| -- | ------------------------ | ----- | ----- | ------------------------------------------ |
| 01 | Jean-Pierre Saulnier     |       | RUC   | Éleveur                                    |
| 02 | Guy Poisson              |       | RUC   | Libraire                                   |
|    |                          |       |       |                                            |
| 03 | Pierre-Max Moureaux-Néry |       | RUC   | Ingénieur                                  |
| 04 | Jacqueline Aubart        |       | RUC   | Directrice d'un cours d'enseignement privé |

## Résultats

### Résultats à l'échelle du département
| Liste Parti politique | Liste Parti politique                                                                                                   | Tête de liste        | Tour unique | Tour unique | Sièges |
| Liste Parti politique | Liste Parti politique                                                                                                   | Tête de liste        | Voix        | %           | Sièges |
| --------------------- | --- | -------------------- | ----------- | ----------- | ------ |
|                       | Union de l'opposition Union pour la démocratie française (RPR)                                                          | Charles Fèvre        | 50 684      | 42,82       | 1      |
|                       | Pour une majorité de progrès avec le président de la République Parti socialiste (MRG)                                  | Guy Chanfrault       | 35 135      | 32,93       | 1      |
|                       | Liste de Rassemblement national présentée par le Front national Front national                                          | Pierre Garnier       | 10 341      | 9,69        | 0      |
|                       | Liste présentée par le Parti communiste français Parti communiste français                                              | Marius Cartier       | 8 223       | 7,71        | 0      |
|                       | Liste du Parti ouvrier européen Extrême droite (Parti ouvrier européen)                                                 | Guy Sallen           | 918         | 0,86        | 0      |
|                       | Liste du Mouvement pour un parti des travailleurs Haute-Marne Extrême gauche (Mouvement pour un parti des travailleurs) | Jacqueline Malgras   | 911         | 0,85        | 0      |
|                       | Initiative 86 - Entreprendre et réussir la France de l'an 2000 Sans étiquette                                           | Jean-Henri Moirod    | 498         | 0,47        | 0      |
|                       | Liste du RUC Sans étiquette (RUC)                                                                                       | Jean-Pierre Saulnier | 2           | 0,00        | 0      |
|                       | |                      |             |             |        |
| Inscrits              | Inscrits | Inscrits             | 146 807     | 100,00      | 2      |
| Abstentions           | Abstentions | Abstentions          | 33 936      | 23,12       |        |
| Votants               | Votants | Votants              | 112 871     | 76,88       |        |
| Blancs et nuls        | Blancs et nuls | Blancs et nuls       | 6 161       | 5,46        |        |
| Exprimés              | Exprimés | Exprimés             | 106 710     | 94,54       |        |